# خريستوس دونيس
خريستوس دونيس (باليونانية: Χρήστος Δώνης)‏ هو لاعب كرة قدم يوناني بمركز الوسط ولد في يوم 9 أكتوبر 1994 في مدينة أثينا في اليونان، يلعب حالياً مع نادي باناثينايكوس وسبق له اللعب مع أندية لوغانو في سويسرا وباس جيانينا ونادي إيراكليس تسالونيكي، لعب مع منتخب اليونان تحت 21 سنة لكرة القدم ويبلغ طوله 184 سم. خريستوس دونيس هو ابن لاعب الوسط اليوناني السابق جورجوس دونيس الذي مثل منتخب اليونان من سنة 1991 إلى 1997 في 24 مباراة دولية والذي يشرف حالياً على تدريب نادي أبويل القبرصي.

## روابط خارجية
- خريستوس دونيس على موقع الاتحاد الأوربي (الإنجليزية)
- خريستوس دونيس على موقع إي إس بي إن إف سي (الإنجليزية)
- خريستوس دونيس على موقع قاعدة بيانات كرة القدم.إي يو (الإنجليزية)
- خريستوس دونيس على موقع Soccerway.com (الإنجليزية)
- خريستوس دونيس على موقع عالم كرة القدم.نت (الإنجليزية)
- خريستوس دونيس على موقع AS.com (الإسبانية)